# Paweł Zagumny
Paweł Zagumny est un joueur polonais de volley-ball né le 18 octobre 1977 à Jasło (voïvodie des Basses-Carpates). Il mesure 2,00 m et joue passeur. Il totalise 405 sélections en équipe de Pologne.

## Biographie
Il est le fils de Lech Zagumny, ancien joueur et entraîneur polonais de volley-ball. Il est récipiendaire de la croix d'or de l'ordre du Mérite de la République de Pologne en 2006 et de la croix de chevalier de l'ordre Polonia Restituta en 2009.

## Clubs
| Club                        | De        | À         |
| --------------------------- | --------- | --------- |
| Czarni Radom                | 1995-1996 | 1996-1997 |
| Morze Bałtyk Szczecin       | 1997-1998 | 1999-2000 |
| Pallavolo Padoue            | 2000-2001 | 2002-2003 |
| AZS Olsztyn                 | 2003-2004 | 2008-2009 |
| Panathinaikos               | 2009-2010 | 2009-2010 |
| ZAKSA Kędzierzyn-Koźle      | 2010-2011 | 2014-2015 |
| AZS Politechnika Warszawska | 2015-2016 | ...       |

## Palmarès

### Club et équipe nationale
- Championnat du monde
  - Finaliste : 2006
  - Vainqueur : 2014
- Ligue mondiale (1)
  - Vainqueur : 2012
- Coupe du monde
  - Finaliste : 2011
- Championnat d'Europe (1)
  - Vainqueur : 2009
- Championnat du monde des moins de 21 ans (1)
  - Vainqueur : 1997
- Championnat d'Europe des moins de 21 ans (1)
  - Vainqueur : 1996
- Coupe de la CEV
  - Finaliste : 2011
- Championnat de Grèce
  - Finaliste : 2010
- Championnat de Pologne
  - Finaliste : 1998, 2004, 2005, 2011, 2013
- Coupe de Grèce (1)
  - Vainqueur : 2010
- Coupe de Pologne (1)
  - Vainqueur : 2012, 2013
  - Finaliste : 2009, 2011

### Distinctions individuelles
- Meilleur passeur du Championnat du monde des moins de 21 ans 1997
- Meilleur passeur du Championnat du monde 2006
- Meilleur passeur de la phase finale de la Ligue mondiale 2007
- Meilleur passeur des Jeux olympiques de 2008
- Meilleur passeur de la Coupe de Pologne 2009
- Meilleur passeur de la Coupe de Pologne 2011
- Meilleur passeur de la Coupe de Pologne 2013
- Meilleur passeur du Championnat d'Europe 2009
- Meilleur passeur de la phase régulière du championnat de Grèce 2010